# Christine Koenigs
Christine Koenigs (Ede, 10 november 1952) is een Nederlandse beeldend-, installatie- en mediakunstenaar. Sinds de jaren 90 doet ze herkomstonderzoek naar de Koenigscollectie: een collectie van Oude Meester tekeningen en schilderijen verzameld door haar grootvader Franz Koenigs (1881-1941).

## Leven en werk
Christine Koenigs groeide op in Wageningen en Bennekom. Als kleindochter van kunstverzamelaar Franz Koenigs en achterkleindochter van schilder Graf Leopold von Kalckreuth (1855-1928) speelde kunst op jonge leeftijd al een primaire rol in haar leven. Met haar ouders bezocht ze regelmatig musea, en zo ontstond al vroeg de ambitie om zelf kunstenaar te worden.
Van 1969 tot 1972 volgde Koenigs de vrij-schilderopleiding aan de Academie voor Beeldende Kunsten Arnhem. Daarna verhuisde ze naar Parijs, waar ze twee jaar verbleef. Sinds 1974 woont en werkt ze in Amsterdam.
In 1975 begon Koenigs aan haar project Regen door middel van schilderijen en litho's. Omdat zij de beweging van regen wilde visualiseren presenteerde ze in 1977 haar eerste 35 mm film Regen, welke op het filmfestival van Bilbao de eerste prijs won in de categorie animatie. De film kwam per toeval in deze categorie terecht, omdat deze werd afgespeeld op verschillende snelheden. Voor haar film Level (1982) ontving ze de distributieprijs op het Nederlands Film Festival, en 'the Diplôme of Merit' op het filmfestival van Melbourne, Australië.
In 1989 werd haar zoon, Zeno Koenigs, geboren. Als baby was hij vaak betrokken bij het maken van de kunstwerken. Tijdens de opname voor Suzanna in het Bad (1989) lag hij bijvoorbeeld te slapen tussen de benen van de tripod.
Koenigs werk wordt gekenmerkt door haar conceptuele insteek. In totaal maakte ze ongeveer 10 experimentele films. Daarnaast maakte Koenigs een aantal video- en filminstallaties die onder andere te zien waren in onafhankelijke Amsterdamse kunstwerkplaatsen als Aorta en W139. In 2019 was de film You Know Before I Know (1984) te zien in de tentoonstelling Pinball Wizard in het Stedelijk Museum Amsterdam. Deze tentoonstelling omvatte een overzicht van het werk van Jaqueline de Jong in combinatie met werken uit de collectie van het museum, waar You Know Before I Know deel van uitmaakt.

### I.I.I. Industry, Intelligence, Integrity
I.I.I. Industry, Intelligence, Integrity (1983) is een film waarin tijd centraal staat. Via het uitwisselingsprogramma voor kunstenaars van de Albert Franck Stichting kreeg Koenigs de mogelijkheid om naar Toronto te reizen, de 'tweeling(stad)' van Amsterdam. 'Industry, Intelligence, Integrity' zijn de drie woorden die het wapen van de stad vormen, welke als achtergrond voor de film dient. De film geeft het bruisende leven van deze wereldstad weer in een beleving van vorm en tijd. Na het filmen liep Koenigs bij het editen tegen een aantal tegenslagen aan, waarna ze bij toeval in contact kwam met Phil Hudsmith, de editor van een aantal films van Leni Riefenstahl. Na hun ontmoeting besloot Hudsmith de montage voor I.I.I. Industry, Intelligence, Integrity op zich te nemen. Het werk werd vertoond op verschillende filmfestivals en behoort tot de collectie van de City van Toronto, de Rijksdienst voor het Cultureel Erfgoed, het Stedelijk Museum Amsterdam en het Eye Filmmuseum.

### Suzanna in het Bad
Het werk Suzanna in het Bad (1989) kwam tot stand nadat beeldend kunstenaar Franck Gribling Koenigs vroeg om deel uit te maken van zijn project Étant Données (1987-1988). Deze 'peepshow'-tentoonstelling vond plaats op de Wallen in Amsterdam, en was geïnspireerd op Marcel Duchamps gelijknamige werk. Samen met Peter Klashorst maakte Koenigs een installatie gebaseerd op Rembrandts schilderij Susanna in Bad. Via een 'peep-hole' in de deur van Griblings studio was Klashorsts aandeel, een schilderij van een model in dezelfde houding als Rembrandts Susanna, te zien. Koenigs filmde het model terwijl zij zich in dezelfde houding in een meer waste, en projecteerde dit in een loop over het schilderij van Klashorst. De toeschouwer vervulde eenzelfde rol als de voyeurs op het schilderij van Rembrandt. Het werk behoort tot de collectie van het Stedelijk Museum Amsterdam.
Sinds 1995 staan de werkzaamheden van Koenigs in het teken van herkomstonderzoek naar de Koenigscollectie.